# Стратфордский шекспировский театральный фестиваль (Канада)
Стратфордский Шекспировский театральный фестиваль — проводится в городе Стратфорде, Онтарио, Канада. 
C середины 1950-х гг. (впервые в 1953 г.) проводится театральный фестиваль, приносящий большую прибыль казне города и известность самому городу далеко за пределами Канады. 
Основал фестиваль театральный деятель Тайрон Гатри. В постановках принимали участие такие канадские знаменитости театральной сцены, как Алек Гиннесс, Жан Гаскон, Уильям Хатт, Кристофер Пламмер, Питер Устинов, Мэгги Смит и Тимоти Финдли. 
Фестиваль проходит на четырёх основных театральных площадках города:
- Фестивальном театре,
- театре Эйвона,
- театре Тома Паттерсона
- городской театральной студии..